# Condado de Pike (Georgia)
El condado de Pike (en inglés: Pike County), fundado en 1822, es uno de 159 condados del estado estadounidense de Georgia. En el año 2006, el condado tenía una población de 16 801 habitantes y una densidad poblacional de 24 personas por km². La sede del condado es Zebulon. El condado recibe su nombre en honor a Zebulon Pike. El condado de Pike también forma parte del área metropolitana de Atlanta.

## Geografía
Según la Oficina del Censo, el condado tiene un área total de 568 km² (219,3 mi²), de la cual 566 km² (218,5 mi²) es tierra y 3 km² (1,2 mi²) (0.48%) es agua.

### Condados adyacentes
- Condado de Spalding (norte)
- Condado de Lamar (este)
- Condado de Upson (sur)
- Condado de Meriwether (oeste)

## Demografía
Según el censo de 2000, había 13 688 personas, 4755 hogares y 3784 familias residiendo en la localidad. La densidad de población era de 24 hab./km². Había 5068 viviendas con una densidad media de 9 viviendas/km². El 83.64% de los habitantes eran blancos, el 14.79% afroamericanos, el 0.22% amerindios, el 0.37% asiáticos, el 0.01% isleños del Pacífico, el 0.42% de otras razas y el 0.57% pertenecía a dos o más razas. El 1.22% de la población eran hispanos o latinos de cualquier raza.
Los ingresos medios por hogar en la localidad eran de $44 370, y los ingresos medios por familia eran $49 798. Los hombres tenían unos ingresos medios de $33 114 frente a los $23 800 para las mujeres. La renta per cápita para el condado era de $17 661. Alrededor del 9.60% de la población estaban por debajo del umbral de pobreza.

## Transporte

### Principales carreteras
- U.S. Route 19
- SR 18
- SR 74
- SR 109
- SR 362

## Localidades
- Concord
- Hilltop
- Meansville
- Molena
- Williamson
- Zebulon